# Boulevard Dauphinot
Le boulevard Dauphinot  est une voie de la commune de Reims, située au sein du département de la Marne, en région Grand Est.

## Situation et accès
Elle relie l'avenue Jean-Jaurès au boulevard Pommery. Il vient du quartier Cernay Jamin - Jean Jaurès - Épinettes et abouti au quartier Chemin Vert - Europe.

## Origine du nom
Elle porte le nom de l'ancien maire Simon Dauphinot.

## Historique
Cette voie qui était initialement l'ancien chemin de la procession, car les processions faisait le tour extérieur de l'ancien mur de la ville, porte son nom actuel depuis 1892.